# John Gibson (Leichtathlet)
John Anthony Gibson (auch John A. Gibson oder Johnny Gibson; * 3. Juli 1905 in Greenwich Village, New York City, Vereinigte Staaten; † 29. Dezember 2006 in Newton, New Jersey, Vereinigte Staaten) war ein US-amerikanischer Leichtathlet und Olympiateilnehmer.
Gibson wurde 1905 in New York City geboren, verbrachte aber den größten Teil seines Lebens in Bloomfield (New Jersey). 1928 hatte er sein Studium in Business Administration an der Fordham University erfolgreich abgeschlossen, dort hatte er 1927 mit 52,6 Sekunden einen Weltrekord auf der 440-Yards-Hürdenstrecke aufgestellt. Im  Jahr 1928 gehörte er der Leichtathletikmannschaft seines Landes bei den Sommerolympiade 1928 in Amsterdam an, dort wurde er Vierter in einem der Halbfinalläufe auf der 400-Meter-Hürdenstrecke und verpasste damit den Endlauf. Aus wirtschaftlichen Gründen gab er nach der Olympiade 1928 seine eigene Leistungssportkarriere auf und arbeitete als Trainer. Er war von 1945 bis 1972 Cheftrainer der Leichtathletikmannschaft der Seton Hall University. Neben seinen Erfolgen als Leichtathletiksportler und -trainer wurde er auch als Funktionär und Gründungsmitglied des Leichtathletikverbandes von New Jersey (New Jersey Track and Field Officials Association) bekannt und war bei Universitätswettkämpfen an der Ostküste und auch bei den Millrose Games im Madison Square Garden tätig. Er wurde als Mitglied in mehrere Halls of Fame aufgenommen, darunter in die der Fordham University, der Seton Hall University, der Helms Hall, N.J. Sports Authority, Garden State und Bloomfield. Gibson war 67 Jahre verheiratet mit der bereits 1997 verstorbenen Dorothy Croughan, mit der er zwei Söhne und drei Töchter hatte. Gibson selbst verstarb im Alter von 101 Jahren.